# Corsoncus curvulus
Corsoncus curvulus är en stekelart som beskrevs av Dasch 1984. Corsoncus curvulus ingår i släktet Corsoncus och familjen brokparasitsteklar. Inga underarter finns listade i Catalogue of Life.